# Please Please Me
Please Please Me ist das erste Studioalbum der britischen Gruppe The Beatles. Es wurde im März 1963 veröffentlicht und erreichte im Vereinigten Königreich Platz eins der Charts. In Deutschland erschien das Album im Februar 1964 auf dem Label Hör zu mit abweichendem Coverartwork zunächst unter dem schlichten Titel Die Beatles; aufgrund eines der beiden auffälligen auf dem Cover abgedruckten Werbeslogans wird diese Ausgabe in Sammlerkreisen als Tanzschaffe bezeichnet. 
Es war ihr zweites Album in Deutschland, da With the Beatles dort bereits im November 1963 erschienen war. Erst 1976 erschien das Album in Deutschland als Please Please Me. In den USA erschienen abgewandelte Versionen des Albums, zunächst im Januar 1964 bei Vee-Jay Records unter dem Titel Introducing… The Beatles, im März 1965 bei Capitol Records unter dem Titel The Early Beatles. Die britische Version von Please Please Me wurde in den USA am 21. Juli 1987 als CD veröffentlicht.

## Entstehung
Am 6. Juni 1962, zwischen 19 und 22 Uhr, hatten John Lennon, Paul McCartney, George Harrison und Pete Best einen Vorspieltermin in den Londoner Abbey Road Studios, bei dem die Gruppe vor den Parlophone-Produzenten George Martin und Ron Richards auftrat. Die Beatles spielten die Lieder Besame Mucho, Love Me Do, P.S. I Love You und Ask Me Why, von denen die ersten beiden Lieder im November 1995 auf dem Kompilationsalbum Anthology 1 veröffentlicht wurden. Norman Smith, der Toningenieur der Aufnahmen, ließ während der Aufnahmen zu Love Me Do George Martin aus der Kantine holen, um ihn nach seiner Meinung zu fragen. Martin erklärte der Gruppe die Gegebenheiten des Studios und fragte anschließend die Beatles, da sie bisher nichts gesagt hatten, ob sie mit etwas unzufrieden seien. Darauf antwortete George Harrison, ihm gefalle die Krawatte von Martin nicht. Danach war die Stimmung zwischen den Beatles und ihrem zukünftigen Produzenten deutlich entspannter. Musikalisch war George Martin aber noch nicht überzeugt, trotzdem wurde der Plattenvertrag zwischen den Beatles und Parlophone unterschrieben, rückdatiert auf den 4. Juni 1962. Für Pete Best war es die letzte Aufnahme mit den Beatles. Er wurde durch Ringo Starr ersetzt, der dann am 4. September 1962 mit den Beatles die potentielle Debütsingle aufnehmen sollte. So wurde die erste Version von Love Me Do und die Mitch-Murray-Komposition How Do You Do It aufgenommen.

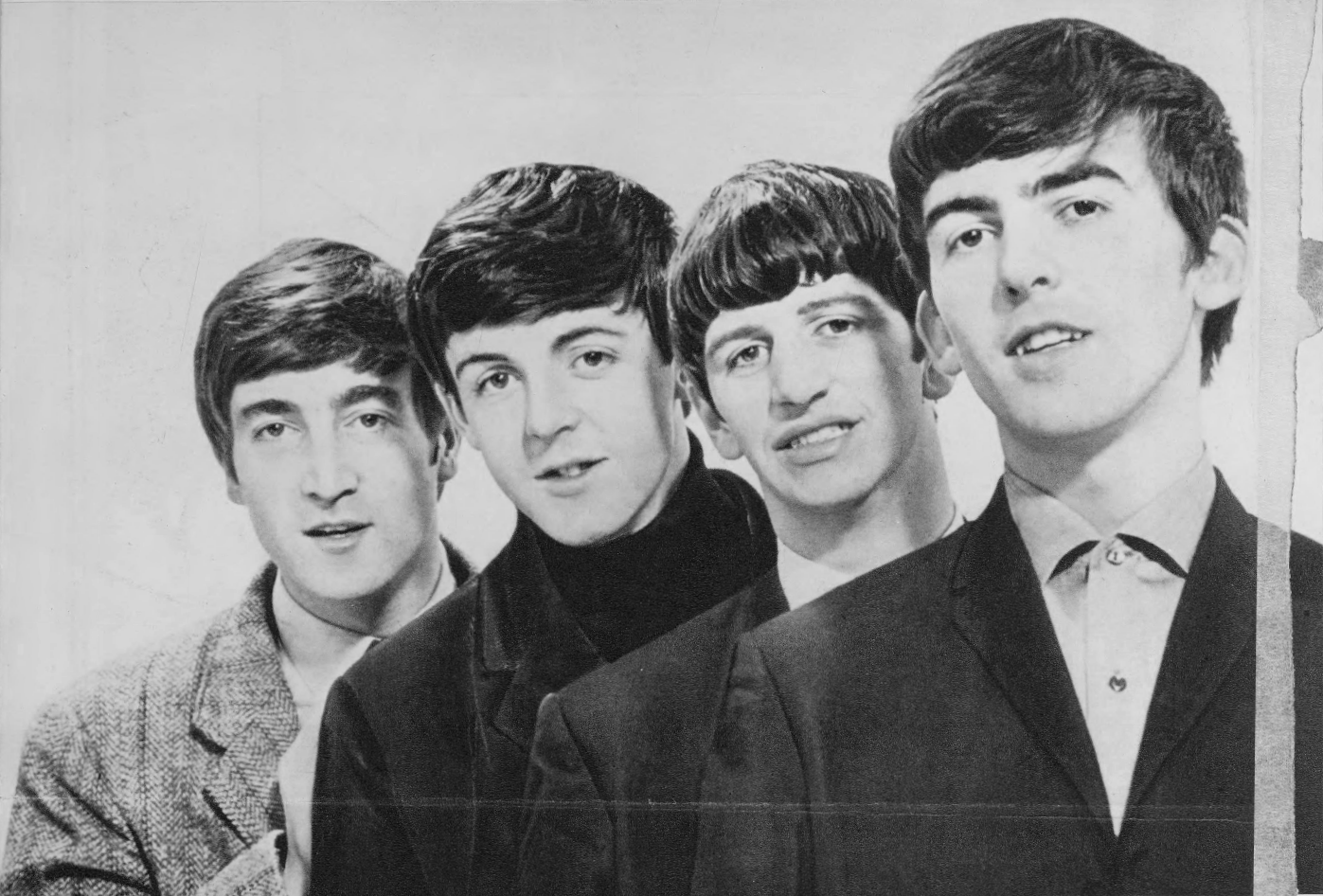
The Beatles, 1963

Love Me Do, die erste Single der Beatles in Großbritannien

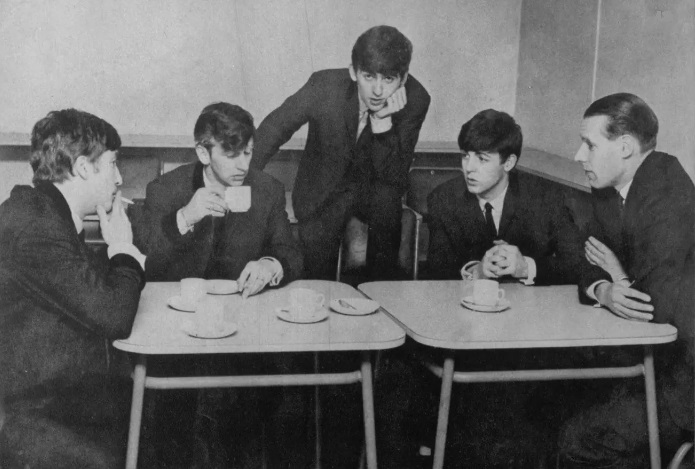
Die Beatles und George Martin (rechts), 1963

George Martin entschied sich schließlich für Love Me Do, aber es erfolgte eine Neuaufnahme am 11. September, dieses Mal mit dem Studioschlagzeuger Andy White. Weiterhin wurde die B-Seite P.S. I Love You und eine frühe Version von Please Please Me, die auf Anthology 1 enthalten ist, aufgenommen. Ringo Starr spielte lediglich Tamburin und Maracas.
Die zweite Single mit den Liedern Please Please Me und Ask Me Why wurde am 26. November 1962, wieder mit Ringo Starr am Schlagzeug, eingespielt. Als drittes Lied wurde am 26. November Tip of My Tongue eingespielt, George Martin war aber mit dem Arrangement unzufrieden, sodass es von den Beatles nicht veröffentlicht wurde.
In der Zwischenzeit hatten die Beatles neben Auftritten im Cavern Club auch ihre beiden letzten Engagements im Star-Club in Hamburg, vom 1. bis zum 14. November und vom 18. bis zum 31. Dezember 1962 sowie Radio- und Fernsehauftritte.
George Martin hatte ursprünglich die Idee, das erste Album der Beatles live im Cavern Club vor heimischen Publikum aufzunehmen, verwarf sie aber nach einer Begehung des Clubs und beschloss, die weiteren Aufnahmen in den Abbey Road Studios, möglichst in einer Liveatmosphäre, durchzuführen.
Die restlichen Aufnahmen für das Debütalbum der Beatles fanden am 11. Februar 1963 in einer langen Session von 10 bis 22:45 Uhr statt. Dies war nur möglich, weil man bei der Titelauswahl auf ein von den Beatles ständig gespieltes Repertoire zurückgreifen konnte, sodass längere Proben nicht nötig waren. George Martin wollte eine schnelle Produktion, weil er nach dem Erfolg der Single Please Please Me so schnell wie möglich ein Album veröffentlichen wollte, und auch wegen des geringen Budgets von Parlophone.

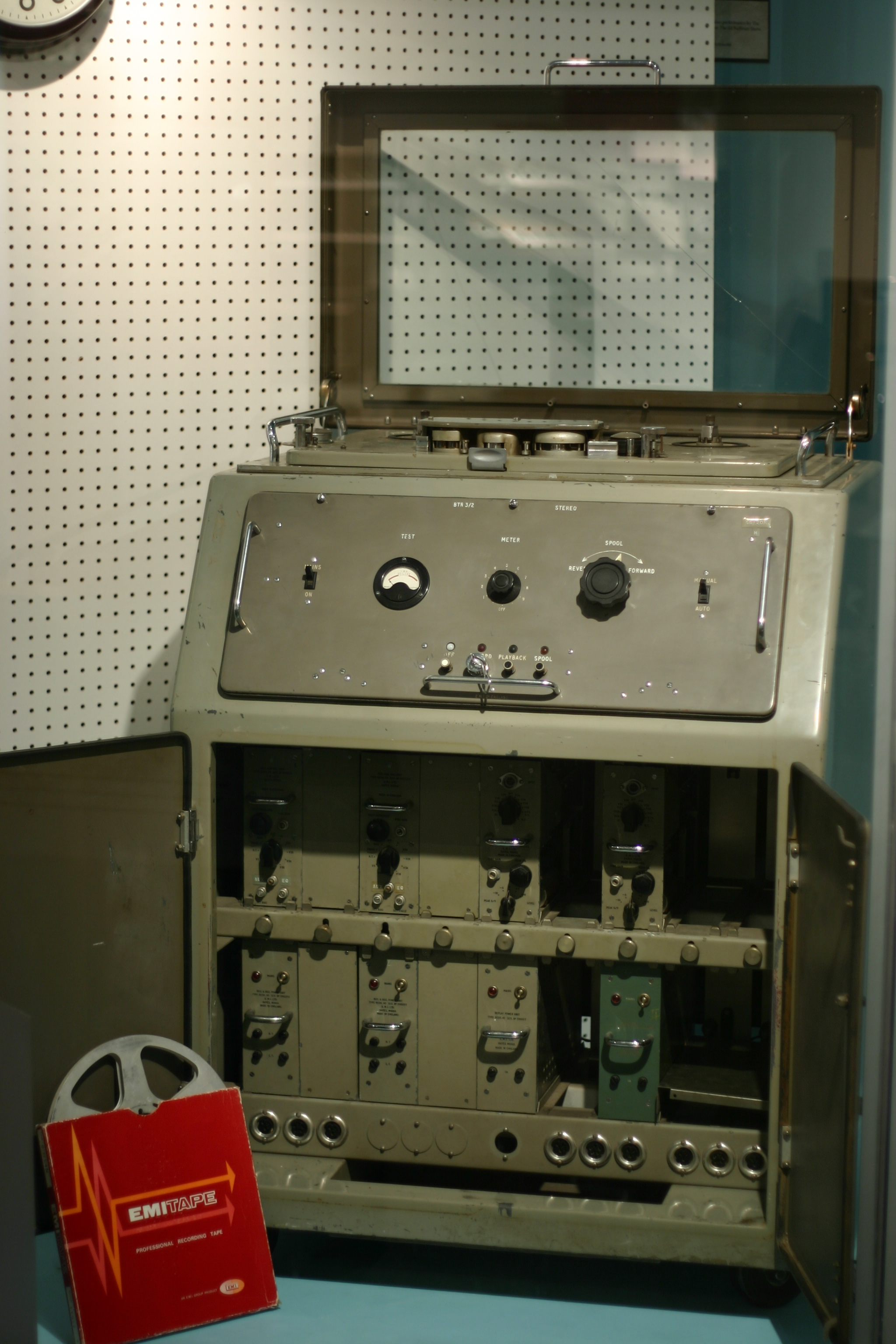
EMI BTR-3 Zwei-Spur-Tonbandgerät

Die Aufnahmen entstanden auf einem BTR Zweispur-Tonbandgerät in den Abbey Road Studios und wurden in Mono und Stereo abgemischt. Das Album wurde von George Martin produziert, der auch bei zwei Stücken Klavier und Celesta spielte. Als Toningenieure fungierten Norman Smith und Richard Langham.
George Harrison: „Wir standen die ganze Zeit unter Strom. Ehe überhaupt etwas aufgenommen wurde, spielten wir alle Songs durch. Wir spielten etwas, und George Martin sagte nur: ‚Gut, was habt ihr noch zu bieten?‘“ Paul McCartney schlug die Lieder Falling in Love Again und Besame Mucho vor, diese wurden aber von George Martin abgelehnt.
Der Morgen begann mit den Sessions für das Stück There’s a Place (Aufnahmen von 10:45 bis 11:30 Uhr), bei dem die Komponisten John Lennon und Paul McCartney gemeinsam den Leadgesang übernahmen. Nach zehn Takes war man mit dem Ergebnis zufrieden und wandte sich als Nächstes I Saw Her Standing There (Aufnahmen: 11:30–13 Uhr) zu. Paul McCartney sang diese rockige Nummer, die zunächst noch den Arbeitstitel Seventeen trug. Neun Takes wurden aufgenommen, bevor diese Lennon/McCartney-Komposition fertiggestellt war.
Während die Aufnahmetechniker ihre Mittagspause (13–14:30 Uhr) machten, blieben die Beatles im Studio, um einige Stücke zu perfektionieren. Nach der Pause wurde die Arbeit mit einer Coverversion der Ballade A Taste of Honey (Aufnahmen von 14:30 bis 15:15 Uhr) fortgesetzt. Bei diesem von Paul McCartney gesungenen Lied wurde erstmals bei einer Aufnahme der Beatles das Double-Tracking-Verfahren eingesetzt, um McCartneys Gesang zu „verdoppeln“, insgesamt wurden fünf Takes eingespielt.
Beim nächsten Lied Do You Want to Know a Secret (Aufnahmen: 15:15–15:45 Uhr) hatte George Harrison seinen ersten Auftritt als Lead-Sänger. Lennon und McCartney hatten das Lied extra für Harrison komponiert. Die Beatles spielten vier komplette Aufnahmetakes ein. Zwischen 15:45 und 17 Uhr arbeiteten die Beatles die Lieder A Taste of Honey, There’s a Place und I Saw Her Standing There aus, indem sie weitere Overdubs einspielten.
Misery (Aufnahmen: 17–18 Uhr) stand als Nächstes auf dem Programm. Lennon und McCartney übernahmen erneut gemeinsam den Gesang. Es wurden elf Aufnahmeversuche eingespielt. Die beiden Komponisten hatten das Lied ursprünglich für die Sängerin Helen Shapiro geschrieben, deren Manager es aber abgelehnt hatte. Das Klaviersolo stammt von George Martin. Nach der Aufnahmesession folgte die Abendpause von 18 bis 19:30 Uhr.
Die Abendsession um 19:30 Uhr begann mit den Aufnahmen für eine weitere Komposition von Lennon/McCartney – bis 20:15 Uhr wurden insgesamt dreizehn Takes von Hold Me Tight aufgenommen. Bei der endgültigen Zusammenstellung des Albums verzichtete man allerdings auf die Verwendung des Liedes; Aufnahmen sind nicht mehr auffindbar und wurden wohl gelöscht. Eine Neuaufnahme erfolgte bei den Aufnahmen zum Folgealbum With the Beatles.
Bei den folgenden Liedern griffen die Beatles auf vertraute Coverversionen zurück, so dass keins mehr als vier Versuche benötigte. John Lennon übernahm den Gesang bei dem von Arthur Alexander im Original stammenden Anna (Go to Him) (Aufnahmen von 20:15 bis 20:45 Uhr). Ringo Starr erhielt bei Boys (Aufnahmen: 20:45–21 Uhr) die Gelegenheit, als Sänger anzutreten. Das Lied stammte von der US-amerikanischen Girlgroup The Shirelles. John Lennon, Paul McCartney und George Harrison sangen die Komposition Chains (Aufnahmen: 21–21:30 Uhr) von Gerry Goffin und Carole King.

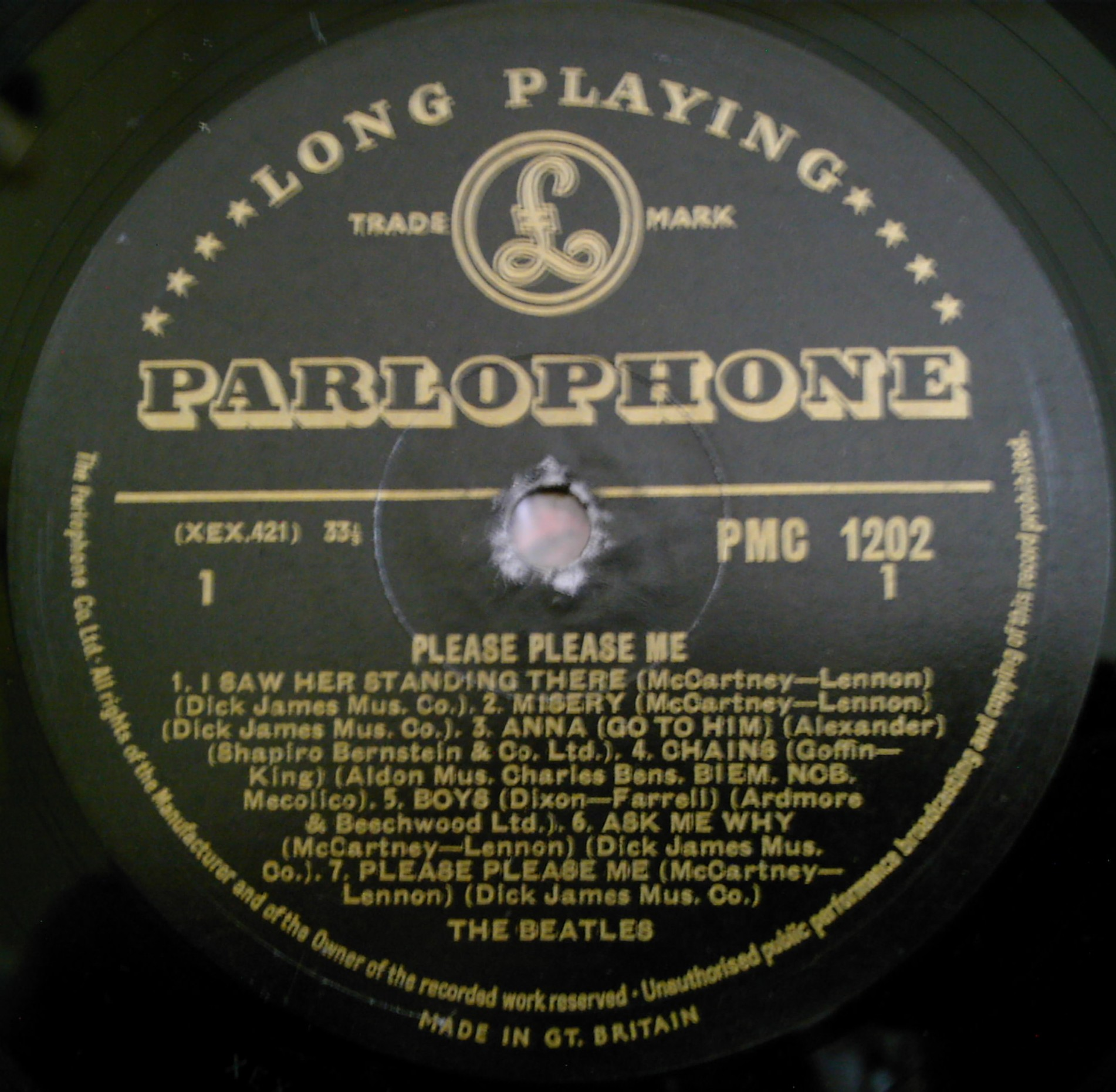
Please Please Me, A-Seite mit dem originalen Parlophone-Label

Das vorletzte Lied war Baby It’s You (Aufnahmen: 21:30–22 Uhr), im Original eine Single der Shirelles von 1961. Da Hold Me Tight nicht verwendet werden sollte, musste noch ein weiteres Lied aufgenommen werden, um das Album zu füllen.
Den Abschluss der Marathon-Session bildete das Lied Twist and Shout (Aufnahmen: 22:15–22:30 Uhr), mit dem die Isley Brothers 1962 in den USA einen kleineren Hit hatten. Wohl wissend, dass das Stück Lennons Stimme stark strapazieren würde, hatten George Martin und die Beatles beschlossen, es noch aufzunehmen. Zwei Versionen wurden eingespielt, aber bei der zweiten brachte Lennon wegen einer Erkältung keinen brauchbaren Gesang mehr zustande. Cris Neal, der während der Aufnahme in den Kontrollraum kam, glaubte sich zu erinnern, dass John Lennon Twist and Shout mit nacktem Oberkörper sang.
Für die Aufnahmen erhielt jeder der Musiker 14 Pfund und 10 Shilling. Die gesamten Aufnahmekosten betrugen 400 Pfund.
John Lennon sagte im Nachhinein zum Album: „Die Platte sollte die Atmosphäre unserer Liveauftritte einfangen und sie dürfte dem ziemlich nahegekommen sein, wie wir für das Publikum in Hamburg und Liverpool geklungen haben.“
„Wir sangen zwölf Stunden fast ohne Pause. Wir waren erkältet und fragten uns, ob man das wohl auf der Platte merken würde. Am Ende des Tages wollten wir nur noch literweise Milch trinken. Das Warten, bis die fertige LP herauskam, war schon aufregend. Wir waren Perfektionisten. Wenn es irgendwie falsch geklungen hätte, hätten wir alles am liebsten noch einmal gemacht. Mit dem Ergebnis waren wir dann aber sehr zufrieden.“
Am 20. Februar 1963 – in Abwesenheit der Beatles – spielte George Martin das Klavier für das Stück Misery und die Celesta für Baby It’s You ein. Den 25. Februar 1963 verbrachte George Martin damit, ebenfalls ohne die Beatles, die Aufnahmen in Mono und Stereo abzumischen. Die Lieder der zweiten Single Please Please Me und Ask Me Why erhielten eine neue Mono- und erstmals auch eine Stereoabmischung. Für Love Me Do und P.S. I Love You wurden ausschließlich neue Monoabmischungen hergestellt, die einen Stereoeffekt vortäuschen, da die erste Single nur in Mono aufgenommen wurde.
Die ursprüngliche Idee Paul McCartneys, das Album Off the Beatle Track zu nennen, wurde verworfen, aber später von George Martin für eines seiner Alben verwendet, das am 3. August 1964 erschien und ausschließlich orchestrierte Beatles-Lieder enthält.
Bevor das Album am 22. März 1963 veröffentlicht wurde, nahmen die Beatles am 5. März 1963 die drei Lennon/McCartney-Kompositionen From Me to You, Thank You Girl und One After 909 auf. Die drei Lieder wurden nicht für das Album verwendet; die ersten beiden wurden die dritte Single in Großbritannien, die erstmals Platz eins in den britischen Charts erreichte. Die 1963er Version von One After 909 wurde erst am 21. November 1995 auf dem Album Anthology 1 veröffentlicht.
Das Album Please Please Me erreichte die Top Ten der britischen Charts am 27. März und die Nummer-eins-Position am 8. Mai 1963, wo es noch weitere 29 Wochen verblieb und dann vom zweiten Beatles-Album With the Beatles abgelöst wurde.
Das Album wurde in einer Mono- und in einer Stereoversion veröffentlicht.
Die Monoversion des Albums beinhaltet andere Abmischungen der Lieder Please Please Me (anderer Gesang von John Lennon) und Misery (die Stereoversion ist etwas kürzer).
Weitere – nicht verwendete – Aufnahmeversionen der Lieder There’s a Place, Do You Want to Know a Secret, A Taste of Honey, I Saw Her Standing There und Misery befinden sich auf dem Album The Beatles Bootleg Recordings 1963.
Die britische Version von Please Please Me wurde in den USA am 21. Juli 1987 veröffentlicht, im Januar 1997 wurde das Album in den USA mit Platin für eine Million verkaufte Einheiten ausgezeichnet.

## Covergestaltung
Das Albumcover, aufgenommen am 5. März 1963 vom Fotografen Angus McBean, entstand im Treppenhaus des EMI-Gebäudes in London. 1969 wurde das Motiv mit den – inzwischen sehr veränderten – Bandmitgliedern wiederholt, um als Cover für das Album Get Back (das – selbst nie veröffentlicht – später zu Let It Be wurde) zu dienen. Das Foto fand allerdings 1973 Verwendung als Cover für die Zusammenstellung 1967–1970 (das sogenannte Blaue Album) sowie auf der Rückseite des Albums 1962–1966 (auch als Rotes Album bekannt). Auf der Rückseite des Covers ist ein Text von Tony Barrow, dem Pressereferenten der Beatles, abgedruckt.
George Harrison sagte zum Cover: „Das Foto auf dem LP-Cover zeigt uns, wie wir vom Balkon des EMI-Bürohauses am Manchester Square hinunterschauen. Angus McBean hat es geschossen – und ich habe immer noch den Anzug, den ich damals trug. Wir kehrten 1969 noch einmal zurück und machten die gleiche Aufnahme für das Rote und das Blaue Album, obwohl wir eine Zeit lang mit dem Gedanken gespielt hatten, daraus das Cover für Let It Be zu machen.“
Das deutsche Cover hatte eine komplett andere Gestaltung, so wurde beispielsweise ein anderes Foto verwendet. Auf der Rückseite wurde auch nicht der Text von Tony Barrow abgedruckt, sondern ein eigenständiger Text verfasst, der wohl im Jahr 1964 die Jugendsprache widerspiegeln sollte. So lautet der Einführungssatz: „Hier sind sie höchstpersönlich: die temperamentvollen Einheizer aus Liverpool, die Original-Beatles! Die jungen Löwen mit den qualmenden Gitarren.“

## Titelliste
Please Please Me enthält mit sechs Stücken einen hohen Anteil an Coverversionen, bedingt unter anderem durch die knappe Produktionszeit – etwas, das sich bei den Aufnahmen zum vierten Album Beatles for Sale wiederholen sollte. Please Please Me ist das einzige Album der Beatles, bei dem die Komponisten in der Reihenfolge ‚McCartney/Lennon‘ aufgeführt wurden. In allen folgenden Veröffentlichungen der Gruppe lautet die Reihenfolge ‚Lennon/McCartney‘.
Seite 1
| Nr. | Lied                     | Autor                    | Leadgesang           | Länge Stereoversion | Länge Monoversion |
| --- | ------------------------ | ------------------------ | -------------------- | ------------------- | ----------------- |
| 01  | I Saw Her Standing There | McCartney/Lennon         | McCartney            | 2:54                | 2:58              |
| 02  | Misery                   | McCartney/Lennon         | Lennon und McCartney | 1:49                | 1:53              |
| 03  | Anna (Go to Him)         | Arthur Alexander         | Lennon               | 2:57                | 3:00              |
| 04  | Chains                   | Gerry Goffin/Carole King | Harrison             | 2:25                | 2:29              |
| 05  | Boys                     | Luther Dixon/Wes Farrell | Starr                | 2:26                | 2:29              |
| 06  | Ask Me Why               | McCartney/Lennon         | Lennon               | 2:27                | 2:30              |
| 07  | Please Please Me         | McCartney/Lennon         | Lennon               | 2:01                | 2:06              |

Seite 2
| Nr. | Lied                         | Autor                    | Leadgesang           | Länge Stereoversion | Länge Monoversion |
| --- | ---------------------------- | ------------------------ | -------------------- | ------------------- | ----------------- |
| 08  | Love Me Do                   | McCartney/Lennon         | Lennon und McCartney | 2:22                | 2:24              |
| 09  | P.S. I Love You              | McCartney/Lennon         | McCartney            | 2:04                | 2:08              |
| 10  | Baby It’s You                | David/Bacharach/Williams | Lennon               | 2:41                | 2:42              |
| 11  | Do You Want to Know a Secret | McCartney/Lennon         | Harrison             | 1:57                | 2:01              |
| 12  | A Taste of Honey             | Ric Marlow/Bobby Scott   | McCartney            | 2:03                | 2:06              |
| 13  | There’s a Place              | McCartney/Lennon         | Lennon und McCartney | 1:50                | 1:54              |
| 14  | Twist and Shout              | Medley/Russell           | Lennon               | 2:37                | 2:36              |

Die Längen der Lieder basieren jeweils auf den 2009er CD-Versionen.

## Wiederveröffentlichungen

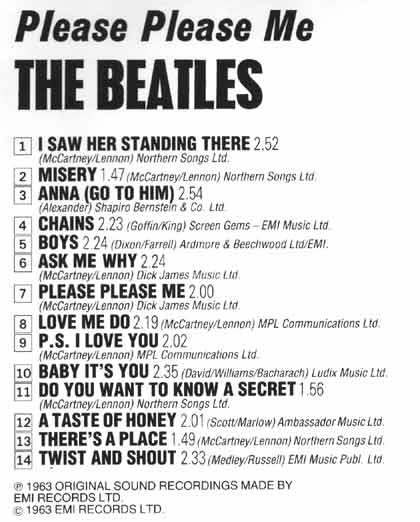
Rückseitencover der 1987er CD-Version von Please Please Me

- Am 26. Februar 1987 erfolgte die Erstveröffentlichung des Albums Please Please Me als CD in Europa (USA: 21. Juli 1987), ausschließlich in einer Monoabmischung. Das Mastering wurde neben George Martin vom Toningenieur der Abbey Road Studios, Mike Jarrett, überwacht. Der CD liegt ein achtseitiges Begleitheft bei, das den originären Covertext von Tony Barrow beinhaltet.
- Am 9. September 2009 erschien das Album remastert in einer Stereoabmischung als CD und als Teil des The Beatles Stereo Box Sets. Die remasterte Monoversion wurde als Teil der Box The Beatles in Mono, ebenfalls seit 9. September 2009 erhältlich, veröffentlicht. Die Mono- und die Stereoversion der im Jahr 2009 wiederveröffentlichten CDs wurden von Paul Hicks, Steve Rooke und Guy Massey remastert. Während die Mono-CD der originalen LP-Version in der Covergestaltung nachempfunden wurde, bekam das aufklappbare CD-Pappcover der Stereoversion von Drew Lorimer eine Neugestaltung. Weiterhin beinhaltet die Stereo-CD ein 20-seitiges Begleitheft, das neben Fotos von den Beatles, den originären Covertext von Tony Barrow aus dem Jahr 1963, Informationen zum Album von Kevin Howlett und Mike Heatley sowie Informationen zu den Aufnahmen von Allan Rouse und Kevin Howlett enthält. Die CD beinhaltet eine Dokumentation im QuickTime-Format, bestehend aus Videoausschnitten sowie modifizierten Bildern zu den Studiosessions; untermalt durch angespielte Musiktitel, Outtakes oder Studiogespräche des Albums.
- Die remasterte Stereo-Vinyl-Langspielplatte wurde im November 2012 mit dem The Beatles Remastered Vinyl Box Set, die remasterte Mono-Vinyl-Langspielplatte im September 2014 mit der Box The Beatles in Mono veröffentlicht.
- Die Erstveröffentlichung im Download-Format erfolgte am 16. November 2010 bei iTunes, seit 24. Dezember 2015 ist das Album auch bei anderen Anbietern und bei Streaming-Diensten verfügbar.[16][17]

## Aufnahmedaten
Die Aufnahmen für das Album fanden ausschließlich in den Abbey Road Studios (Studio 2) unter der Produktionsleitung von George Martin statt. Toningenieure der Aufnahmen waren Norman Smith und Richard Langham.
| Nr. | Lied | Aufnahmedaten | Besetzung / Gastmusiker |
| --- | --- | ------------- | --- |
| 01  | How Do You Do It (die aufgenommene Mitch Murray-Komposition wurde nicht verwendet und erschien erst am 21. November 1995 auf dem Album Anthology 1)                                                               | 04. Sep. 1962 | - John Lennon: Rhythmusgitarre, Gesang - Paul McCartney: Bass, Gesang - George Harrison: Leadgitarre, Hintergrundgesang - Ringo Starr: Schlagzeug                                          |
| 02  | Love Me Do (erste Version) (die erste Version von Love Me Do erschien als Single [Erstpressung], sie ist auf dem Album Past Masters erhältlich)                                                                   | 04. Sep. 1962 | - John Lennon: Rhythmusgitarre, Mundharmonika, Gesang - Paul McCartney: Bass, Gesang - George Harrison: Akustikgitarre, Hintergrundgesang - Ringo Starr: Schlagzeug                        |
| 03  | Love Me Do (zweite Version) (die zweite Version von Love Me Do wurde für das Album und für die Single als Zweitpressung verwendet)                                                                                | 11. Sep. 1962 | - John Lennon: Rhythmusgitarre, Mundharmonika, Gesang - Paul McCartney: Bass, Gesang - George Harrison: Akustikgitarre, Hintergrundgesang - Ringo Starr: Tamburin - Andy White: Schlagzeug |
| 04  | P.S. I Love You | 11. Sep. 1962 | - John Lennon: Akustikgitarre, Hintergrundgesang - Paul McCartney: Bass, Gesang - George Harrison: Leadgitarre, Hintergrundgesang - Ringo Starr: Maracas - Andy White: Schlagzeug          |
| 05  | Please Please Me | 26. Nov. 1962 | - John Lennon: Rhythmusgitarre, Mundharmonika, Gesang - Paul McCartney: Bass, Hintergrundgesang - George Harrison: Leadgitarre, Hintergrundgesang - Ringo Starr: Schlagzeug                |
| 06  | Ask Me Why | 26. Nov. 1962 | - John Lennon: Rhythmusgitarre, Gesang - Paul McCartney: Bass, Hintergrundgesang - George Harrison: Leadgitarre - Ringo Starr: Schlagzeug                                                  |
| 07  | Tip of My Tongue (Das Lied wurde von den Beatles nicht veröffentlicht, stattdessen wurde die Lennon/McCartney-Komposition Tommy Quickly überlassen, der im August 1963 seine Aufnahme als Single veröffentlichte) | 26. Nov. 1962 | - John Lennon: Rhythmusgitarre, Gesang (?) - Paul McCartney: Bass, Gesang (?) - George Harrison: Leadgitarre - Ringo Starr: Schlagzeug                                                     |
| 08  | There’s a Place | 11. Feb. 1963 | - John Lennon: Rhythmusgitarre, Mundharmonika, Gesang - Paul McCartney: Bass, Gesang - George Harrison: Leadgitarre, Hintergrundgesang - Ringo Starr: Schlagzeug                           |
| 09  | I Saw Her Standing There | 11. Feb. 1963 | - John Lennon: Rhythmusgitarre, Hintergrundgesang - Paul McCartney: Bass, Gesang - George Harrison: Leadgitarre - Ringo Starr: Schlagzeug                                                  |
| 10  | A Taste of Honey | 11. Feb. 1963 | - John Lennon: Rhythmusgitarre, Hintergrundgesang - Paul McCartney: Bass, Gesang - George Harrison: Leadgitarre, Hintergrundgesang - Ringo Starr: Schlagzeug                               |
| 11  | Do You Want to Know a Secret | 11. Feb. 1963 | - John Lennon: Rhythmusgitarre, Hintergrundgesang - Paul McCartney: Bass, Hintergrundgesang - George Harrison: Leadgitarre, Gesang - Ringo Starr: Schlagzeug                               |
| 12  | Misery | 11. Feb. 1963 | - John Lennon: Rhythmusgitarre, Gesang - Paul McCartney: Bass, Gesang - George Harrison: Leadgitarre - Ringo Starr: Schlagzeug - George Martin: Klavier                                    |
| 13  | Hold Me Tight (Erstaufnahme während der Sessions zum Album Please Please Me, das Lied wurde während der Aufnahmen zum Album With the Beatles erneut aufgenommen)                                                  | 11. Feb. 1963 | - John Lennon: Rhythmusgitarre, Hintergrundgesang - Paul McCartney: Bass, Gesang - George Harrison: Leadgitarre, Hintergrundgesang - Ringo Starr: Schlagzeug                               |
| 14  | Anna (Go to Him) | 11. Feb. 1963 | - John Lennon: Akustikgitarre, Gesang - Paul McCartney: Bass, Hintergrundgesang - George Harrison: Leadgitarre, Hintergrundgesang - Ringo Starr: Schlagzeug                                |
| 15  | Boys | 11. Feb. 1963 | - John Lennon: Rhythmusgitarre, Hintergrundgesang - Paul McCartney: Bass, Hintergrundgesang - George Harrison: Leadgitarre, Hintergrundgesang - Ringo Starr: Schlagzeug, Gesang            |
| 16  | Chains | 11. Feb. 1963 | - John Lennon: Rhythmusgitarre, Mundharmonika, Hintergrundgesang - Paul McCartney: Bass, Hintergrundgesang - George Harrison: Leadgitarre, Gesang - Ringo Starr: Schlagzeug                |
| 17  | Baby It’s You | 11. Feb. 1963 | - John Lennon: Rhythmusgitarre, Gesang - Paul McCartney: Bass, Hintergrundgesang - George Harrison: Leadgitarre, Hintergrundgesang - Ringo Starr: Schlagzeug - George Martin: Celesta      |
| 18  | Twist and Shout | 11. Feb. 1963 | - John Lennon: Rhythmusgitarre, Gesang - Paul McCartney: Bass, Hintergrundgesang - George Harrison: Leadgitarre, Hintergrundgesang - Ringo Starr: Schlagzeug                               |

Weitere Lieder:
Die Aufnahmen fanden in den Abbey Road Studios (Studio 2) unter der Produktionsleitung von George Martin statt. Toningenieur der Aufnahmen war Norman Smith.
| Nr. | Lied           | Aufnahmedaten | Besetzung | Tonträger (europäische Erstveröffentlichung) |
| --- | -------------- | ------------- | --- | -------------------------------------------- |
| 01  | From Me to You | 05. März 1963 | - John Lennon: Rhythmusgitarre, Mundharmonika, Gesang - Paul McCartney: Bass, Gesang - George Harrison: Leadgitarre, Hintergrundgesang - Ringo Starr: Schlagzeug | Single-A-Seite                               |
| 02  | Thank You Girl | 05. März 1963 | - John Lennon: Rhythmusgitarre, Mundharmonika, Gesang - Paul McCartney: Bass, Hintergrundgesang - George Harrison: Leadgitarre - Ringo Starr: Schlagzeug         | Single-B-Seite                               |
| 03  | One After 909  | 05. März 1963 | - John Lennon: Rhythmusgitarre, Mundharmonika, Gesang - Paul McCartney: Bass, Hintergrundgesang - George Harrison: Leadgitarre - Ringo Starr: Schlagzeug         | Anthology 1                                  |

## Chartplatzierungen des Albums
| Album                                            | Album | Datum der Veröffentlichung | Datum der Veröffentlichung | Datum der Veröffentlichung | Beste Charts-Platzierung | Beste Charts-Platzierung | Beste Charts-Platzierung | Label Katalognr.                             | Label Katalognr.      | Label Katalognr.                                  |
| Typ                                              | Titel | GB                         | US                         | DE                         | GB                       | US                       | DE                       | GB                                           | US                    | DE                                                |
| ------------------------------------------------ | --- | -------------------------- | -------------------------- | -------------------------- | ------------------------ | ------------------------ | ------------------------ | -------------------------------------------- | --------------------- | ------------------------------------------------- |
| Studioalbum                                      | Please Please Me in Deutschland als: Die Beatles (Die zentrale Tanzschaffe der weltberühmten Vier aus Liverpool) | 22. März 1963              | –                          | 6. Feb. 1964               | 1                        | n. v.                    | 5                        | Parlophone PMC 1202 (Mono) PCS 3042 (Stereo) | –                     | HÖR ZU Elektrola HZE 117 (Mono) SHZE 117 (Stereo) |
| Studioalbum CD-Erstveröffentlichung              | Please Please Me                                                                                                 | 26. Feb. 1987              | 21. Juli 1987              | Feb. 1987                  | 32                       | –                        | –                        | Parlophone CDP 7 46435 2                     | Capitol CDP 7 46435 2 | EMI CDP 7 46435 2                                 |
| Studioalbum Remasterte CD-Wiederveröffentlichung | Please Please Me                                                                                                 | 9. Sep. 2009               | 9. Sep. 2009               | 9. Sep. 2009               | 38                       | 155                      | –                        | Apple/EMI 3824162                            | Apple/Capitol 3824162 | Apple/EMI 3824162                                 |

## Abweichende Veröffentlichungen
- In Deutschland erschien das Album am 6. Februar 1964 auf dem Label Hör zu mit abweichendem Coverartwork zunächst unter dem schlichten Titel Die Beatles.[18] Für in Deutschland stationierte britische und US-amerikanische Soldaten wurde die LP im Februar 1964 im gleichen Cover wie die britische Ausgabe hergestellt (Katalognummer: Odeon ZTOX 5550).[19]
- In Frankreich wurde das Album unter dem Titel No 1 mit eigenständiger Covergestaltung im Januar 1964 in Mono veröffentlicht.[20]
- In Italien wurde das Album unter dem Titel The Beatles mit der Covergestaltung des Albums With the Beatles im November 1963 in Mono veröffentlicht.[21]
- In Uruguay und weiteren südamerikanischen Ländern wurde das Album unter dem Titel Por Favor, Yo mit anderer Covergestaltung veröffentlicht.[22]
- In Venezuela wurde das Album Please Please Me unter dem Titel Surfin Con Los Beatles En Accion vertrieben.[23]
- In Japan wurde das Album Please Please Me im Mai 1966 mit eigenständiger Covergestaltung in Stereo veröffentlicht. Die Schallplatte wurde auch auf rotem Vinyl gepresst.[24]
- In Kanada wurde das Album unter dem Titel Twist and Shout mit eigenständiger Covergestaltung im Februar 1964 in Mono von Capitol Records veröffentlicht. Es fehlen die Lieder I Saw Her Standing There und Misery, dafür wurde das Album mit den Liedern She Loves You und From Me to You ergänzt.[25]
- In Argentinien wurde aus dem Album Por Favor, Yo die Single Please Please Me / Love Me Do ausgekoppelt, die Interpretenbezeichnung der Beatles wurde bei dieser Single in Los Grillos geändert.[26]

## Auskopplungen

### Singles
| Single                                      | Datum der Veröffentlichung | Datum der Veröffentlichung | Datum der Veröffentlichung | Beste Charts-Platzierung | Beste Charts-Platzierung | Beste Charts-Platzierung | Label Katalognr. | Label Katalognr. | Label Katalognr. |
| A-Seite / B-Seite                           | GB                         | US                         | DE                         | GB                       | US                       | DE                       | GB               | US               | DE               |
| ------------------------------------------- | -------------------------- | -------------------------- | -------------------------- | ------------------------ | ------------------------ | ------------------------ | ---------------- | ---------------- | ---------------- |
| Love Me Do / P.S. I Love You                | 5. Okt. 1962               | 27. Apr. 1964              | –                          | 17                       | 01 / 10                  | n. v.                    | Parlophone R4949 | Tollie 9008      | –                |
| Please Please Me / Ask Me Why               | 11. Jan. 1963              | 2. Feb. 1963               | –                          | 02                       | – / –                    | n. v.                    | Parlophone R4983 | Vee Jay VJ 498   | –                |
| Love Me Do / Please Please Me               | –                          | –                          | 4. März 1963               | n. v.                    | n. v.                    | – / 20                   | –                | –                | Odeon O 22 396   |
| Twist and Shout / Boys                      | –                          | –                          | 16. Sep. 1963              | n. v.                    | n. v.                    | 10 / –                   | –                | –                | Odeon O 22 581   |
| Misery / Ask Me Why                         | –                          | –                          | 28. Jan. 1964              | n. v.                    | n. v.                    | 37 / –                   | –                | –                | Odeon O 22 663   |
| Do You Want to Know a Secret / Little Child | –                          | –                          | 8. Apr. 1964               | n. v.                    | n. v.                    | 34 / –                   | –                | –                | Odeon O 22 710   |

### Extended Plays (EPs)
| EP                  | EP                                                                                | Datum der Veröffentlichung | Datum der Veröffentlichung | Datum der Veröffentlichung | Beste Charts-Platzierung | Beste Charts-Platzierung | Beste Charts-Platzierung | Label Katalognr.   | Label Katalognr. | Label Katalognr. |
| Titel               | Lieder A-Seite / B-Seite                                                          | GB                         | US                         | DE                         | GB                       | US                       | DE                       | GB                 | US               | DE               |
| ------------------- | --------------------------------------------------------------------------------- | -------------------------- | -------------------------- | -------------------------- | ------------------------ | ------------------------ | ------------------------ | ------------------ | ---------------- | ---------------- |
| The Beatles         | Twist and Shout; There’s a Place / Boys; I Saw Here Standing There                | –                          | –                          | Mai 1963                   | n. v.                    | n. v.                    | –                        | –                  | –                | Odeon 41560      |
| Twist and Shout     | Twist and Shout; A Taste of Honey / Do You Want to Know a Secret; There’s a Place | 12. Juli 1963              | –                          | –                          | 4                        | n. v.                    | n. v.                    | Parlophone GEP8882 | –                | –                |
| The Beatles’ Hits   | From Me to You; Thank You Girl / Please Please Me; Love Me Do                     | 6. Sep. 1963               | –                          | 20. Sep. 1963              | 17                       | n. v.                    | –                        | Parlophone GEP8880 | –                | Odeon 41598      |
| The Beatles (No. 1) | I Saw Her Standing There; Misery / Anna (Go to Him); Chains                       | 1. Nov. 1963               | –                          | –                          | 24                       | n. v.                    | n. v.                    | Parlophone GEP8883 | –                | –                |

## Verkaufszahlen und Auszeichnungen
| Land/Region                  | Auszeichnungen für Musikverkäufe (Land/Region, Auszeichnung, Verkäufe) | Verkäufe                                          |
| ---------------------------- | ---------------------------------------------------------------------- | ------------------------------------------------- |
| Argentinien (CAPIF)          | Platin                                                                 | 60.000                                            |
| Australien (ARIA)            | Gold                                                                   | 35.000                                            |
| Dänemark (IFPI)              | Platin                                                                 | 20.000                                            |
| Kanada (MC)                  | Gold                                                                   | 50.000                                            |
| Neuseeland (RMNZ)            | Gold                                                                   | 7.500                                             |
| Vereinigte Staaten (RIAA)    | Platin                                                                 | 1.000.000                                         |
| Vereinigtes Königreich (BPI) | Gold (2009er Version)                                                  | 500.000 (1963er Version) 300.000 (2009er Version) |
| Insgesamt                    | 3× Gold · 4× Platin ·                                                  | 1.972.500                                         |